# Ogólnopolski Strajk Kobiet

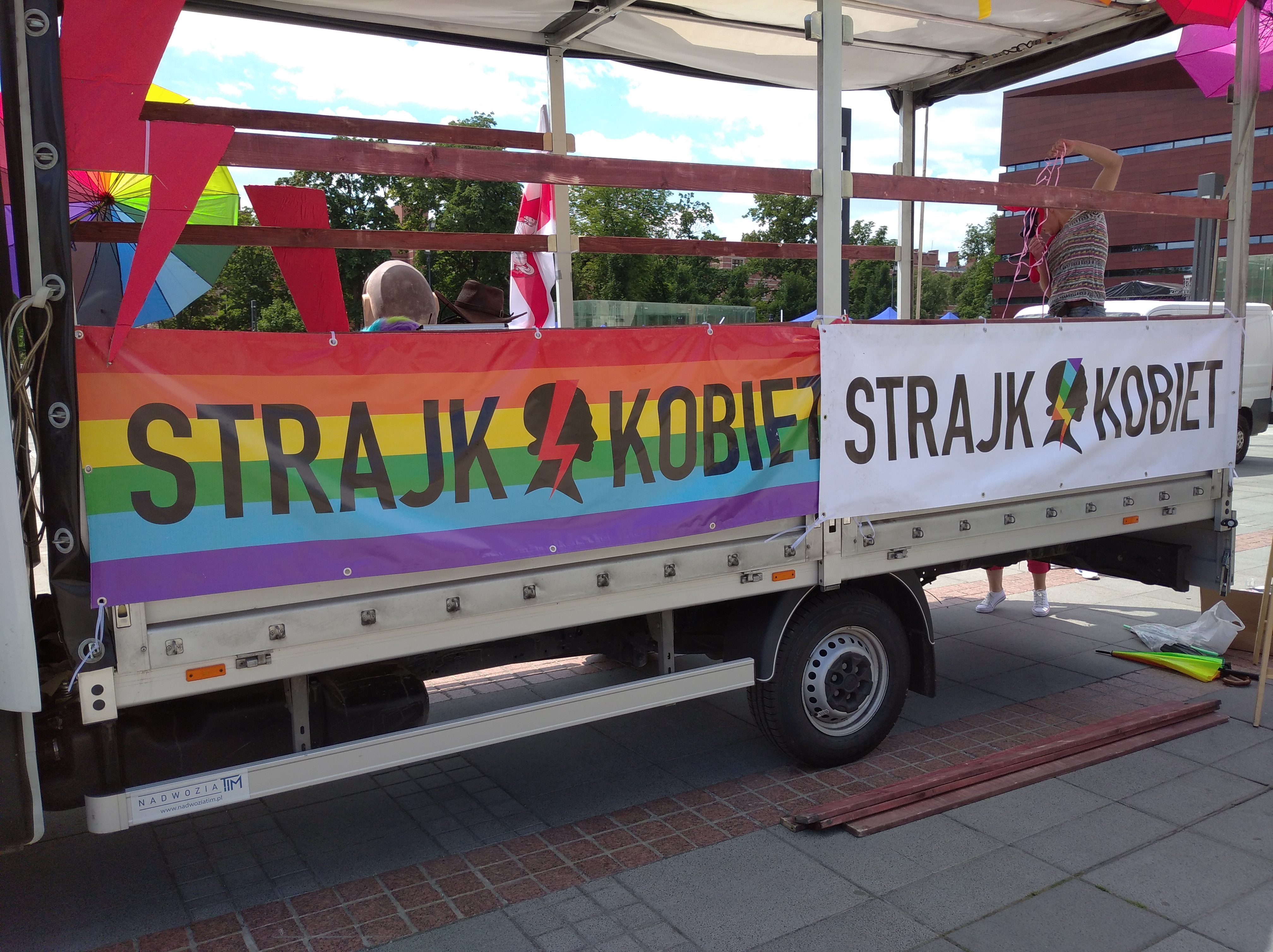
Strajk Kobiet, 2022.

Ogólnopolski Strajk Kobiet (All-Poland Women´s Strike på engelska) är en rikstäckande kvinnorättsrörelse i Polen, skapad 2016. Den grundades som en protest mot ett lagförslag mot abort. Rörelsen ligger bakom Black Monday protesterna, som arrangerades samtidigt i 147 polska städer och samhällen. Marta Lempart och Klementyna Suchanow är två av grundarna till rörelsen. OSK var en betydande aktör i protesterna 2020-2021.